# 얼라이브: 최종 진화적 소년
얼라이브: 최종 진화적 소년(일본어: アライブ-最終進化的少年- アライブ さいしゅうしんかてきしょうねん[*])은 원작 가와시마 다다시, 작화 아다치토카의 일본 만화이다.